# Gouveia (Portogallo)
Gouveia (go(ou)'vɐiɐ) è un comune portoghese di 16 122 abitanti situato nel distretto di Guarda.
È una città all'altitudine di 650 m sulla Serra da Estrela nella regione storica della Beira Alta. Come gran parte delle città montane della zona ha subito nella seconda metà del secolo scorso una consistente diminuzione della popolazione.
Si notano la Casa da torre, palazzo del '500 che ospita il centro di informazione del parco naturale della Serra, il Paço do Concelho antico collegio gesuitico del '700, il Museu Municipal de Arte Moderna che conserva un sostanzioso gruppo di opere del pittore Abel Manta (1888-1982) nato a Gouveia e altre opere di artisti portoghesi moderni e contemporanei.
Gouveia è il centro del Parque Natural de Serra da Estrela, la più vasta area protetta del Portogallo, di particolare interesse all'interno del parco: la valle glaciale "Vale Glaciario de Zězere" coperta da arbusti, le enormi formazioni rocciose delle "Penhas Douradas" all'altitudine di 1668 m, il "Cântaro Magro (1940 m) e il "Poço do Inferno" (1066), canyon con al fondo il torrente Liandros che scende formando delle piccole cascate.

## Società

### Evoluzione demografica
| Popolazione di Gouveia (1801 – 2004) | Popolazione di Gouveia (1801 – 2004) | Popolazione di Gouveia (1801 – 2004) | Popolazione di Gouveia (1801 – 2004) | Popolazione di Gouveia (1801 – 2004) | Popolazione di Gouveia (1801 – 2004) | Popolazione di Gouveia (1801 – 2004) | Popolazione di Gouveia (1801 – 2004) | Popolazione di Gouveia (1801 – 2004) |
| ------------------------------------ | ------------------------------------ | ------------------------------------ | ------------------------------------ | ------------------------------------ | ------------------------------------ | ------------------------------------ | ------------------------------------ | ------------------------------------ |
| 1801                                 | 1849                                 | 1900                                 | 1930                                 | 1960                                 | 1981                                 | 1991                                 | 2001                                 | 2004                                 |
| 7051                                 | 14162                                | 24641                                | 23724                                | 25210                                | 19045                                | 17410                                | 16122                                | 15792                                |

## Freguesias
- Aldeias
- Arcozelo
- Cativelos
- Figueiró da Serra
- Folgosinho
- Freixo da Serra
- Lagarinhos
- Mangualde da Serra
- Melo
- Moimenta da Serra
- Nabais
- Nespereira
- Paços da Serra
- Ribamondego
- Rio Torto
- São Julião (área urbana de Gouveia)
- São Paio
- São Pedro (área urbana de Gouveia)
- Vila Cortês da Serra
- Vila Franca da Serra
- Vila Nova de Tazem
- Vinhó